# 大屋夏南
大屋 夏南（おおや かな、1987年11月10日 - ）は、日本の女性ファッションモデル。ブラジル出生、静岡県出身。LDH JAPAN所属。

## 略歴
ブラジル人の父と日系ブラジル人2世の母のもと、ブラジルのパラー州ベレンで生まれる。3歳の頃に静岡県富士市に移住、18歳までを同地で過ごす。
エリートモデルルックのファイナリストとなり、17歳でモデルデビュー。20歳でパリコレに出演。

## 人物
- 一人っ子である[8]。ミドルネームは「Lais」。
- 2022年9月24日、モデルで俳優の三辻茜と結婚[5]。

## 出演

### ランウェイ
- TOKYO GIRLS COLLECTION（2006年 - ）
- Girls Award（2010年 - ）

### 広告
- PEACH JOHN（2011年 - 2015年）
- excel（2015年 - 2018年）

### CM
- キャドバリー「Whiteen」（2006年）
- 花王「ケープ フリーアレンジ」（2010年 - 2011年）
- 花王「リセッシュ アロマチャージ」（2011年 - 2013年）
- GU（2013年）
- ABC-MART（2017年）
- キリンビバレッジ「トロピカーナ エッセンシャルズ」（2017年）
- 日清「カップヌードル」（2018年）

### ミュージックビデオ
- KREVA「Have a nice day!」（2006年）
- 三代目 J Soul Brothers from EXILE TRIBE「C.O.S.M.O.S. 〜秋桜〜」（2014年）

### テレビ番組
- MTV Japan Chart Top10 （2008年、MTV JAPAN） - VJ
- MTV International Top40（2008年、MTV JAPAN） - VJ

### テレビドラマ
- HiGH&LOW〜THE STORY OF S.W.O.R.D.〜 第10話（2015年10月 - 12月、日本テレビ） - セイラ 役[9]
  - HiGH&LOW Season 2（2016年4月 - 6月）

### 映画
- HiGH&LOW THE MOVIE（2016年） - セイラ 役
  - HiGH&LOW THE MOVIE 2 / END OF SKY（2017年）

## 書籍

### 雑誌連載
- ViVi（2005年 - 2009年、講談社）
- GLAMOROUS（2005年 - 2013年、講談社）
- sweet（2007年 - 、宝島社）
- MORE（2009年 - 2014年、集英社）
- GINGER（2009年 - 2014年、幻冬舎）
- Gina（2011年 - 、ぶんか社）
- otona MUSE（2018年 - 、宝島社）

他多数

### 著書
- KANA キレイの秘密（2012年、講談社）
- K（2014年、ぶんか社）
- purple（2016年、宝島社）
- Down to Earth（2020年、TWO VIRGINS）